# Patrice Flynn
Pour les articles homonymes, voir Flynn.
Ne doit pas être confondu avec Patrick Flynn.
Patrice Flynn, né le 15 août 1874 à Levallois-Perret et mort le 13 octobre 1970 à Nevers, est évêque de Nevers.

## Biographie
Né de parents irlandais (son père était originaire du comté de Cork et sa mère, Mme Curran, de Portaferry), Patrice Flynn étudie à Douai puis enseigne les mathématiques à Paris. Lui et son frère aîné Henri sont ordonnés à Paris.
Il est curé de Suresnes de 1913 à 1922, où il initie notamment le projet de l'église Notre-Dame-de-la-Salette. Aux côtés du protonotaire apostolique Odelin et du vicaire de la paroisse l'abbé Massenet, il est présent le 7 mai 1922 pour le baptême des cloches de l'église du Cœur-Immaculé-de-Marie dans la même commune.
Au début de l'année 1922, il est nommé directeur de l'Enseignement libre et vicaire général du diocèse de Paris.
Servant dans l'armée française pendant la Première Guerre mondiale, il officie deux ans dans un hôpital puis se porte volontaire comme aumônier de la 33e division d'infanterie, qui combat alors au front. Il sert ainsi dans plusieurs endroits fortement associés à ce conflit : Verdun, Arras, la crête de Vimy et Ypres. Il atteint le grade de capitaine avant d'être démobilisé en mars 1919.
En octobre 1916, il est membre d'une mission du gouvernement français envoyée en Irlande, afin d'y contrecarrer la propagande allemande (d'autres missions sont effectuées au Canada, en Espagne et aux États-Unis).
Nommé évêque de Nevers le 16 août 1932 à la cathédrale Notre-Dame de Paris, il est assisté par le comte O'Kelly, envoyé irlandais en France. La communauté irlandaise en France réunit alors des fonds pour acheter des vêtements pour le nouvel évêque, où deux trèfles sont ajoutés pour représenter son héritage irlandais.
Il prend sa retraite le 17 décembre 1963 et devient évêque titulaire d'Arneae (de). Il meurt en 1970.